# Oggau am Neusiedler See
Oggau am Neusiedler See est une commune autrichienne du district d'Eisenstadt-Umgebung dans le Burgenland.